# Sailly-Flibeaucourt

Sailly-Flibeaucourt este o comună în departamentul Somme, Franța. În 1 ianuarie 2022 avea o populație de 1.014 de locuitori.